# اوگو فرانته
اوگو فرانته (به ایتالیایی: Ugo Ferrante) بازیکن فوتبال و اهل ایتالیا است

## تیم ملی
از سال ۱۹۷۰ میلادی عضو تیم ملی فوتبال ایتالیا بوده و در ۳ بازی ملی حضور داشته‌است. او در بازی‌های ملی‌اش گلی به ثمر نرساند.
اوجو فررانت آخرین بازی ملی خود را در سال ۱۹۷۱ میلادی انجام داد.